# Джош Буґайскі
Джош Буґайскі (англ. Josh Bugajski, нар. 5 жовтня 1990) — британський веслувальник, бронзовий призер Олімпійських ігор 2020 року, чемпіон Європи.

## Виступи на Олімпіадах
| Олімпіада  | Дисципліна | Місце |
| ---------- | ---------- | ----- |
| Токіо 2020 | вісімки    | 3     |

## Зовнішні посилання
- Джош Буґайскі [Архівовано 30 липня 2021 у Wayback Machine.] на сайті FISA.

1. 1 2  Joshua Bugajski